# Kalotermitidae
I Kalotermitidae sono una famiglia di termiti, comunemente nota come termiti del legno secco. Kalotermitidae comprende 21 generi e 419 specie. La famiglia ha una distribuzione cosmopolita e circumtropicale e si trova in ambienti funzionalmente aridi.

## Biologia
I Kalotermitidae sono "primitivi" nella morfologia, nel comportamento di nidificazione e nell'organizzazione sociale. A differenza di altre specie di termiti, non hanno bisogno di entrare in contatto col suolo e vivono esclusivamente all'interno di scavi in legno, privi di un'elaborata architettura di nidificazione. 
Le termiti del legno secco hanno un meccanismo adattativo per la conservazione dell'acqua. La materia non digerita nel canale alimentare passa attraverso ghiandole rettali specializzate nell'epigastrio che riassorbono l'acqua dalle feci. Possono tollerare condizioni di siccità per lunghi periodi di tempo, ricevendo tutta l'umidità di cui hanno bisogno dal legno in cui vivono e consumano. Le loro mandibole sono anche fortificate con zinco, come adattamento alla fonte di cibo meccanicamente difficile di legno secco. 
La loro dieta a base di legno secco rende molti di questi parassiti economici e urbani, causando danni a mobili, torri di servizio, legna e edifici. La distribuzione globale di Kalotermitids può essere parzialmente attribuibile alla fluitazione e al movimento del legname. La specie Cryptotermes brevis è particolarmente diffusa come infestante negli Stati Uniti e si trova nelle Hawaii, in Florida, e lungo la costa sud-orientale. 

## Riproduzione
Come altre termiti, i Kalotermitidae sono eusociali. Tuttavia, la loro distinzione di caste è relativamente flessibile e mancano di una vera casta operaia; invece, gli pseudergati ("falsi lavoratori") servono come lavoratori prima di trasformarsi in soldati adulti o alati. La comparsa di lavoratori immaturi nei Kalotermitidae è possibile a causa del loro ciclo di vita emimetabolico; queste immature sono lavoratori "falsi" perché, a differenza dei gruppi eusociali olometabolici, nessuno stadio pupale demarca chiaramente l'immaturità e l'età adulta, e il loro ruolo di lavoratori è temporaneo. Gli pseudergati possono essere differenziati da altre categorie di immature dall'assenza di gemme alari (che sono già presenti nella maggior parte degli insetti emimetaboli nel loro primo stadio) e non sono necessariamente l'unico costituente della forza lavoro generale in una colonia kalotermitidae. 
Gli alati volano durante le giornate calde e soleggiate, con temperature oscillano tra 27°-38°. Emergono dai fori di uscita in legno e decollano in tutte le direzioni. Esibiscono un comportamento fototropico durante i voli di dispersione, spesso aggregati alle luci, con almeno una specie che mostra una preferenza per la luce con una lunghezza d'onda tra 460 e 550 nm. Dopo l'atterraggio, rompono le ali che fanno tenendo le loro punte alari contro un substrato e girano fino a quando l'ala si rompe alla base. Si occupa di trovare un compagno e impegnarsi in attività di corteggiamento. Il re e la regina restano compagni per la vita. 

## Sistematica
I Kalotermitidae appartengono alle "termiti inferiori", un assemblaggio parafiletico ormai defunto che classifica le termiti in base alla presenza ("inferiore") o all'assenza ("superiore") dei flagellati dell'intestino endosimbiotico in aggiunta ai batteri. Le termiti "inferiori" comprendono tutte le famiglie di termiti ad eccezione dei Termitidae, che da sole costituiscono le termiti "superiori". Recenti studi filogenetici hanno supportato i Kalotermitidae come un lignaggio monofiletico. 
I Kalotermitidae non hanno una classificazione riconosciuta sopra i generi, i rapporti tra i quali sono ancora in gran parte sconosciuti e mal studiati. Le limitate prove molecolari supportano il genere Kalotermes come un lignaggio basale all'interno della famiglia, quindi è uno dei più anticamente diversificanti, oltre ad avere due rami principali, in cui Kalotermes è sorella di Ceratokalotermes. Tuttavia, questo in parte contraddice le più antiche filogenesi morfologiche ed è il risultato di uno studio limitato a otto generi.